# Врба (Тутин)
Врба је насеље у Србији у општини Тутин у Рашком округу. Према попису из 2022. било је 140 становника.

## Демографија
У насељу Врба живи 125 пунолетних становника, а просечна старост становништва износи 30,7 година (32,9 код мушкараца и 28,8 код жена). У насељу има 35 домаћинстава, а просечан број чланова по домаћинству је 5,60.
Ово насеље је великим делом насељено Бошњацима (према попису из 2002. године).
|  |

| Демографија | Демографија | Демографија |
| Година      | Становника  | Становника  |
| ----------- | ----------- | ----------- |
| 1948.       | 150         |             |
| 1953.       | 179         |             |
| 1961.       | 189         |             |
| 1971.       | 170         |             |
| 1981.       | 194         |             |
| 1991.       | 237         | 237         |
| 2002.       | 196         | 217         |

| Етнички састав према попису из 2002.‍ | Етнички састав према попису из 2002.‍ | Етнички састав према попису из 2002.‍ | Етнички састав према попису из 2002.‍ | Етнички састав према попису из 2002.‍ |
| ------------------------------------ | ------------------------------------ | ------------------------------------ | ------------------------------------ | ------------------------------------ |
|                                      |                                      |                                      |                                      |                                      |
| Бошњаци                              | Бошњаци                              |                                      | 194                                  | 98,97%                               |
| Муслимани                            | Муслимани                            |                                      | 1                                    | 0,51%                                |
| непознато                            | непознато                            |                                      | 1                                    | 0,51%                                |

| Година пописа     | 1948. | 1953. | 1961. | 1971. | 1981. | 1991. | 2002. |
| ----------------- | ----- | ----- | ----- | ----- | ----- | ----- | ----- |
| Број домаћинстава | 18    | 19    | 20    | 23    | 27    | 38    | 35    |

| Број чланова      | 1 | 2 | 3 | 4 | 5 | 6  | 7 | 8 | 9 | 10 и више | Просек |
| ----------------- | - | - | - | - | - | -- | - | - | - | --------- | ------ |
| Број домаћинстава | 1 | 3 | 5 | 1 | 2 | 10 | 7 | 3 | 3 | 0         | 5,60   |

| Пол    | Укупно | Неожењен/Неудата | Ожењен/Удата | Удовац/Удовица | Разведен/Разведена | Непознато |
| ------ | ------ | ---------------- | ------------ | -------------- | ------------------ | --------- |
| Мушки  | 66     | 19               | 43           | 3              | 0                  | 1         |
| Женски | 74     | 28               | 41           | 2              | 0                  | 3         |
| УКУПНО | 140    | 47               | 84           | 5              | 0                  | 4         |

| Пол    | Укупно                    | Пољопривреда, лов и шумарство | Рибарство                            | Вађење руде и камена | Прерађивачка индустрија       |
| ------ | ------------------------- | ----------------------------- | ------------------------------------ | -------------------- | ----------------------------- |
| Мушки  | 38                        | 35                            | 0                                    | 0                    | 1                             |
| Женски | 21                        | 21                            | 0                                    | 0                    | 0                             |
| УКУПНО | 59                        | 56                            | 0                                    | 0                    | 1                             |
| Пол    | Производња и снабдевање   | Грађевинарство                | Трговина                             | Хотели и ресторани   | Саобраћај, складиштење и везе |
| Мушки  | 0                         | 0                             | 0                                    | 0                    | 0                             |
| Женски | 0                         | 0                             | 0                                    | 0                    | 0                             |
| УКУПНО | 0                         | 0                             | 0                                    | 0                    | 0                             |
| Пол    | Финансијско посредовање   | Некретнине                    | Државна управа и одбрана             | Образовање           | Здравствени и социјални рад   |
| Мушки  | 0                         | 0                             | 0                                    | 2                    | 0                             |
| Женски | 0                         | 0                             | 0                                    | 0                    | 0                             |
| УКУПНО | 0                         | 0                             | 0                                    | 2                    | 0                             |
| Пол    | Остале услужне активности | Приватна домаћинства          | Екстериторијалне организације и тела | Непознато            | Непознато                     |
| Мушки  | 0                         | 0                             | 0                                    | 0                    | 0                             |
| Женски | 0                         | 0                             | 0                                    | 0                    | 0                             |
| УКУПНО | 0                         | 0                             | 0                                    | 0                    | 0                             |